# Bauprés

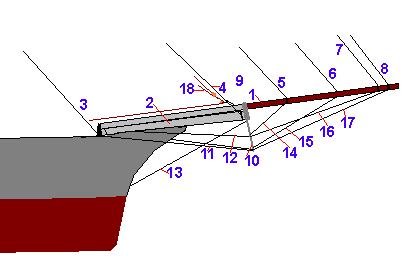
Los nombres que reciben las distintas partes:
1. Botalón
2. Bauprés
3. Estay de trinquete
4. Estay de velacho
5. Nervio de contrafoque
6. Nervio de foque
7. Nervio de petifoque
8. Estay de galope
9. Tamborete de bauprés
10. Moco
11. Mostachos
12. Vientos del botalón
13. Barbiquejo

En náutica, el bauprés (llave de los palos, llave de la arboladura) de una embarcación a vela es el mástil que sobresale con cierto ángulo por encima de la horizontal de proa. 
Sirve para marear los foques y hacer firmes los estays del palo de trinquete y de sus masteleros.

## Etimología
El término bauprés viene del bajo alemán medio: bochspret; en alemán: Bugspriet; en neerlandés: boegspriet. 
El origen de esta palabra está en la transcripción fonética de la palabra francesa (beaupré) (a su vez del neerlandés boegspriet = mástil arqueado), manteniéndose idéntica en otras lenguas latinas; también en lenguas germánicas se utilizan palabras de sonido similar (bowsprit en inglés o bugspriet en alemán). 

## Descripción
| Español                                  | Inglés                        | Descripción |
| ---------------------------------------- | ----------------------------- | --- |
| Moco                                     | Martingale (Dolphin stricker) | Antiguamente, se aseguraban con cabos (cuerdas) a cáncamos bajo el bauprés. Luego, se aseguraban con cadenas a placas o cáncamos en los lados de proa. |
| Tamborete                                | Cap                           | |
| Aleta (Oreja, Ala)                       | Bees                          | Es el tablón que se coloca a cada lado del extremo del bauprés                                                                                         |
| Gavieta                                  |                               | |
| Barbiquejo                               | Bobstay                       | Se aseguraban a cáncamos o placas en la roda. |
| Columnas del Bauprés (Guías del Bauprés) | Knightheads                   | |
| Trincas                                  | Gammoning                     | |
| Cojín                                    |                               | |

Está unido al casco y lo remata, más a proa, otro palo llamado botalón. Ambos sirven para afirmar la arboladura del palo trinquete. Por encima de ambos se coloca una red denominada red de chinchorro. 

## Frases
- Arbolar alto o bajo el bauprés:
- Dar o pegar con el bauprés en tierra (Dar con el botalón o con la proa a tierra): Dícese exageradamente para ponderar o mucho que se atracó en tierra o la gran inmediación a que se estuvo de ella.
- Pasar por debajo del bauprés: cortar la proa a un buque por punto muy inmediato.